# 庆安水库
庆安水库是中国江苏省徐州市睢宁县境内的一座水库，位于白塘河上，建于1959年。水库正常库容为4770万立方米，海拔为27.5米。